# Anguatib
Els anguatibs (Arctocebus), també anomenats potos daurats a causa del seu pelatge groc o daurat, són dues espècies de primat estrepsirrí de la família dels lorísids.

## Descripció
La seva mida es troba entre 22 i 30 centímetres, té un pes de només 0,5 quilograms i gairebé no té cua. El seu pelatge té una coloració que varia del groc marronós al daurat. El seu musell és més punxegut que el d'altres lorísids i això, juntament amb les seves orelles arrodonides, li dona un aspecte d'os, del qual li prové el seu nom en alemany:Bärenmaki "lèmur os".

## Distribució
Els anguatibs viuen a l'Àfrica tropical, a Nigèria, Camerun i el nord de la República Democràtica del Congo.

## Comportament
És un animal solitari, nocturn i arborícola, que prefereix viure al sotabosc i les capes baixes dels boscos i que passa el dia amagat entre les fulles. Com tot els lorísids es caracteritza pels seus moviments lents.
La dieta dels anguatibs està formada bàsicament per insectes (principalment erugues) i, ocasionalment, per fruits. Gràcies a la seva cura en els moviments i el seu sentit de l'olfacte, pot aguaitar i apropar-se tranquil·lament a la seva presa i atrapar amb un moviment ràpid com un llamp.
Els mascles s'aparellen amb totes les femelles disponibles, el territori de les quals s'encavalca amb el d'ells. La còpula té lloc penjant d'una branca i el període de gestació té una durada de 130 dies, després dels quals les femelles donen a llum una única cria. Els nounats s'agafen els primers dies al ventre de la mare i posteriorment aquesta els deixa en una branca "segura", mentre cerca aliment. Al cap de 3 o 4 mesos la mare deslleta la seva cria i als 6 mesos aquesta se separa de la seva mare i esdevé sexualment madura cap al 8è mes. L'esperança de vida dels anguatibs és de més de 13 anys.

## Taxonomia
- Gènere Arctocebus
  - Anguatib daurat (Arctocebus aureus)
  - Anguatib daurat de Calabar (Arctocebus calabarensis)